# Crowsoniella relicta
Espèce
Crowsoniella relicta est une espèce d'insectes de l'ordre des Coléoptères, de la famille des Crowsoniellidae, du genre Crowsoniella. C'est la seule connue de la famille de Crowsoniellidae.

## Description
De forme allongée, il est dépourvu d'ailes. Ses antennes sont divisées en 7 segments. Il fait entre 1,4 et 1,6 mm de long.

## Répartition
Seuls trois spécimens mâles ont été aperçus, en Italie,. Ses larves n'ont jamais été aperçues.

## Publication originale
- Pace, 1975 : An exceptional endogeous beetle: Crowsoniella relicta n. gen. n. sp. of Archostemata Tetraphaleridae from central Italy (XVI. Contribution to knowledge of endogeous beetles). Bollettino del Museo Civico di Storia Naturale di Verona botanica zoologia, vol. 2, pp. 445–458.